# Sonderungsverbot
Schulen, deren Praxis eine Auswahl der Schüler nach den Besitzverhältnissen der Eltern ermöglicht, dürfen von deutschen Behörden nicht als Ersatzschulen genehmigt werden (Ersatzschulen sind Schulen, deren Besuch die Schulpflicht erfüllt). Dieses Verbot wird als Sonderungsverbot bezeichnet. Rechtliche Grundlage des Verbots ist Art. 7 Abs. 4 des Grundgesetzes, womit eine Segregation verhindert werden soll.
Eine Untersuchung des Wissenschaftszentrums Berlin für Sozialforschung (WZB) vom August 2017 hat jedoch belegt, wie unterschiedlich die Bundesländer das Grundgesetz Art. 7 Abs. 4 Satz 3 (Sonderungsverbot) auslegten. Denn aus dem abstrakt formulierten Sonderungsverbot müssten sich praktische Konsequenzen für möglicherweise notwendige Schulgelder sowie für die  einkommensabhängige Staffelung der Elternbeiträge ergeben. Viele Bundesländer nehmen das Sonderungsverbot in ihrer Anerkennungspraxis jedoch nicht ernst, stellte das Finanzgericht Köln im Jahre 2018 in einem Urteil fest. Laut der Waldorf-Pädagogik-Zeitschrift „Erziehungskunst“ fehlen behördliche Vorgaben und eine Rechtsprechung dazu, wie erforderliche Schulgelder ermittelt und nach Einkommen gestaffelt werden müssten.

## Schulgeld
Eine private Schule als Ersatz für öffentliche Schulen muss allen Schülern ohne Rücksicht auf die wirtschaftlichen Verhältnisse der Eltern offenstehen. Die Höhe der zu zahlenden Beträge muss so bemessen sein, dass sie nicht nur von Besserverdienenden aufgebracht werden können. Die Genehmigung für eine private Schule darf nicht erteilt werden, wenn diese Bedingung nicht erfüllt ist. Wann und wo die Grenzen der zumutbaren Opferbereitschaft erreicht sind, wurde bisher gerichtlich nicht festgestellt.
Das Bundesverfassungsgericht hatte 1994 in der so genannten Wartefristentscheidung festgestellt, dass die damals – ohne staatliche Finanzhilfen – in Rede stehenden erforderlichen Eigenleistungen einer Privatschule von monatlich mindestens 170 bis 190 DM nicht von allen Eltern gezahlt werden können. Auch durch die Einrichtung von Freiplätzen und Stipendien wird die allgemeine Zugänglichkeit nicht gewährleistet.
2011 entschied das Bundesverwaltungsgericht, dass eine Staffelung der Schulgelder geeignet ist, Schulgelder so zu erheben, dass sie dem Sonderungsverbot genügen.
Da andererseits private Schulen in ihren Leistungen nicht hinter öffentlichen Schulen zurückstehen dürfen und der Staat, der durch seine Finanzierung öffentlicher Schulen zugleich auch die Anforderungen an die Gleichwertigkeit privater Schulen bestimmt, diese Anforderungen laufend verschärft hat, können private Schulen sich heute nicht mehr allein aus Elternbeiträgen finanzieren, ohne gegen Art. 7 Abs. 4 GG zu verstoßen. Insofern ergeben sich aus dem Sonderungsverbot auch Konsequenzen für die staatliche Förderung privater Schulen.

## Gewährleistung der privaten Schulen
Der Staat gewährleistet das Recht zur Gründung privater Schulen. „Der Anspruch auf Gründungsfreiheit und Schulvielfalt“ ist ein subjektives und individuelles Recht, ein Freiheitsrecht, das nicht durch fehlende staatliche Förderung ausgehebelt werden darf.
Das Bundesverfassungsgericht hat in der Wartefristentscheidung in Bezug auf Art. 7 Abs. 4 GG die Schulvielfalt und den schulischen Pluralismus als öffentliche Aufgabe institutionalisiert. In Deutschland besteht also ein gewollter Wettbewerb zwischen öffentlichen und Schulen in freier Trägerschaft.
Bei der Wahlfreiheit der Schule durch die Eltern geht es nicht nur um die Wahl zwischen innerhalb des gesamten Schulwesens bestehenden Angeboten, sondern die Wahlfreiheit bezieht sich auch auf gleichwertige Ersatzschulen, die im Verhältnis zu öffentlichen Schulen nicht allein wegen ihrer andersartigen Erziehungsformen und Inhalte verhindert werden dürfen.
„Die Qualitätsanforderungen als Voraussetzung der Genehmigung von Ersatzschulen gemäß Art. 7 Abs. 4 S. 2 bis 4 GG, die die Verwirklichung des Grundrechts der Privatschulfreiheit erst ermöglicht, sind Ausgangspunkt für die staatliche finanzielle Förderung der Ersatzschulen.“
Lt. Bundesverfassungsgericht ist der Staat jedoch erst dann zu Finanzhilfen verpflichtet, wenn der Bestand der Institution „Ersatzschule“ evident gefährdet ist.
Freie Träger schulischer Alternativen zum öffentlichen Schulwesen haben daher keinen verfassungsrechtlichen Anspruch auf Förderung. Alle Bundesländer zahlen staatliche Finanzhilfen, die weit über das verfassungsrechtliche Maß hinausgehen. Einzelne Bundesländer wie Bayern oder Sachsen ergänzen die allgemeine Pauschale je nach Bedürftigkeit durch einen Schulgeldersatz.
Eine Studie des Wissenschaftszentrums Berlin für Sozialforschung (WZB) kommt 2016 zu dem Ergebnis, dass die mangelhafte Umsetzung des Sonderungsverbots bei der Privatschulgenehmigung und -kontrolle in den Bundesländern verfassungswidrig ist. Demnach fehle es in allen Bundesländern an transparenten und nachvollziehbaren Schulgeldgrenzen.
Die Reaktionen auf die behauptete Missachtung des Grundgesetzes sind teilweise gegensätzlich,
Vertreter der Privatschulen reagierten mit Forderungen nach weiteren staatlichen Finanzhilfen.
Eine schriftliche Anfrage nach Konsequenzen aus der WZB-Studie beantwortet die Bundesregierung mit dem Verweis auf die alleinige Zuständigkeit der Bundesländer für das Schulwesen.
In Entscheidungen der letzten Jahre ist das Bundesverfassungsgericht teilweise von der zuvor privatschulfreundlicheren Rechtsprechung abgerückt:
- mit BVerfGE 90,107 wurde das Sonderungsverbot während der ersten Jahre (Wartefrist bis zu Zulassung) jedenfalls für die „Gründungseltern“ faktisch außer Kraft gesetzt,
- aufgrund BVerfG-Beschluss vom 4. März 1997 – 1 BvL 26/96, 1 BvL 27/96 muss auch in der Folgezeit die Differenz zwischen Schulgeldeinnahmen und geforderten Aufwendungen nicht mehr vollständig erstattet werden, sondern es kann eine Eigenleistung erwartet werden und
- laut BVerfGE 112,75 ist die staatliche Förderpflicht erst dann verletzt, wenn die Institution Privatschule insgesamt in ihrer Existenz gefährdet wird, es also auf eine einzelne Schule nicht ankommt.